# Viljandi

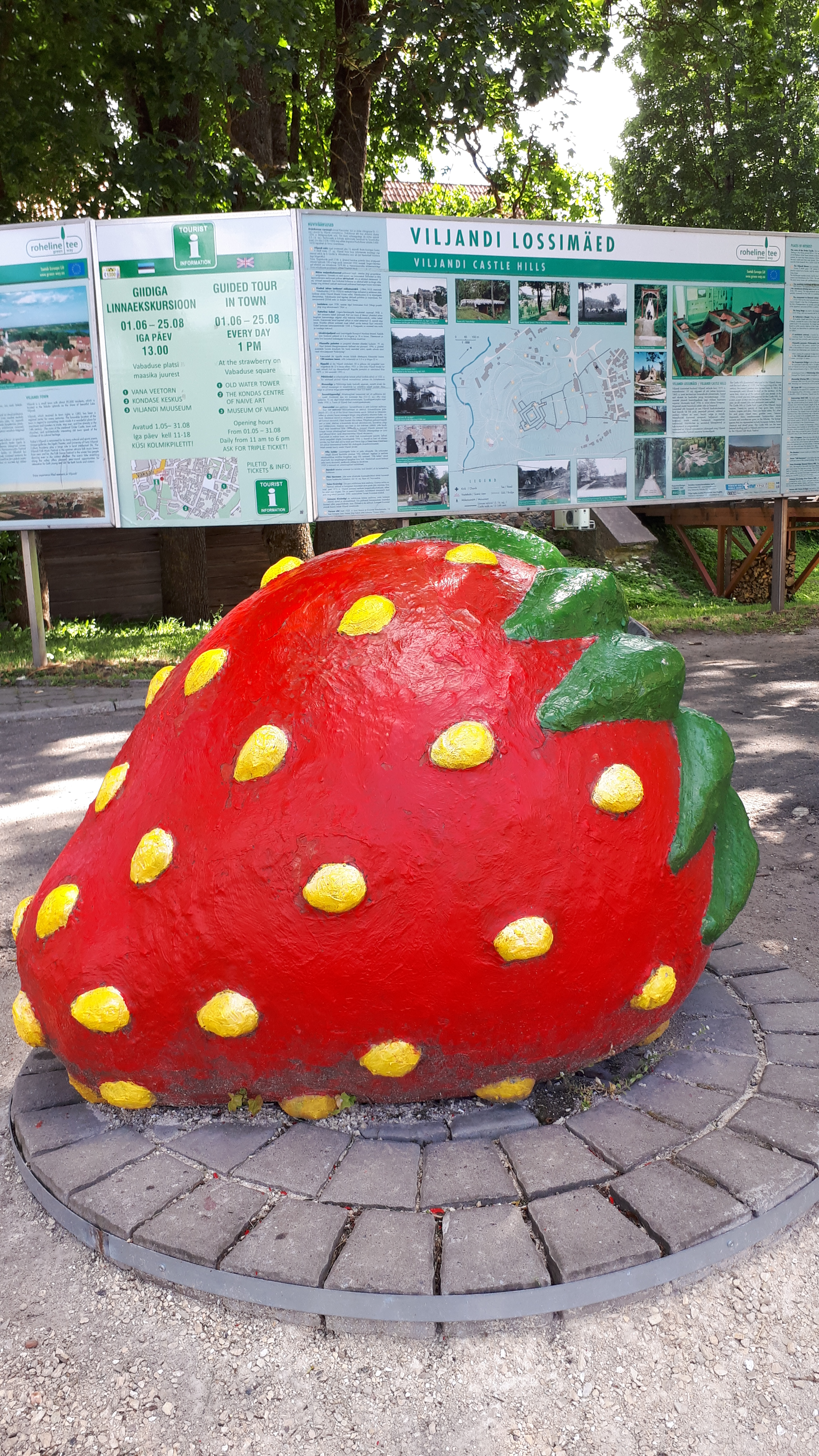
Symbol miasta - truskawka.

Viljandi (do 1917 roku Fellin) – miasto w południowej Estonii, nad jeziorem Viljandi.

## Historia
Wzmiankowane w 1211 r. (powstało na miejscu grodu Estów). Prawa miejskie nadał Viljandi w 1283 roku mistrz krajowy inflanckiej gałęzi zakonu krzyżackiego Villekinus de Endorpe. Członek Hanzy. W granicach Rzeczypospolitej Obojga Narodów (Inflanty: XVI/XVII w., siedziba starosty), odbity przez Polaków w 1602. W Szwecji (XVII/XVIII), od 1721 r. w granicach Rosji.

## Zabytki
W mieście znajdują się ruiny zamku z końca XIII w. (wzniesionego na miejscu twierdzy zakonu kawalerów mieczowych, zał. 1224), zniszczonego XVII/XVIII w.; zachowane fragmenty dekoracji rzeźb. (kapitele); klasycystyczne domy; budowle użyteczności publicznej z lat 20. XX w.
Charakterystyczny dla miasta jest wiszący, czerwony most (est. Rippsild), który znajduje się na terenie zamkowym.
Symbolem miasta w XXI wieku jest truskawka. W 2007 r. ustawiono w przestrzeni miejskiej osiem betonowych figur tego owocu.

## Transport
W mieście znajduje się port lotniczy Viljandi.

## Miasta partnerskie
- Porvoo, Finlandia
- Eslöv, Szwecja
- Valmiera, Łotwa
- Ahrensburg, Niemcy
- Härnösand, Szwecja
- Frostburg, USA
- Kretynga, Litwa

## Galeria

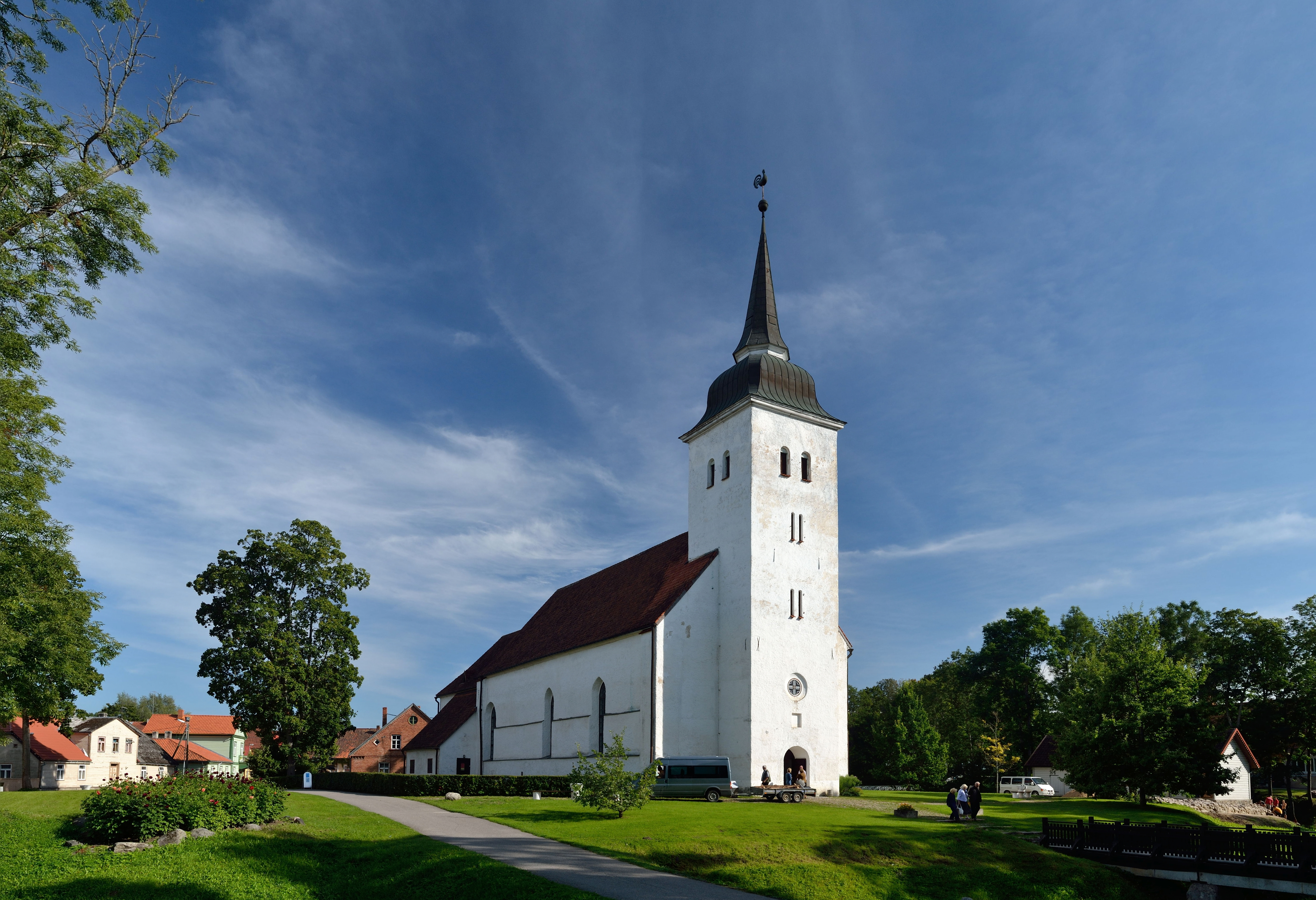
Viljandi, luterański kościół św. Jana
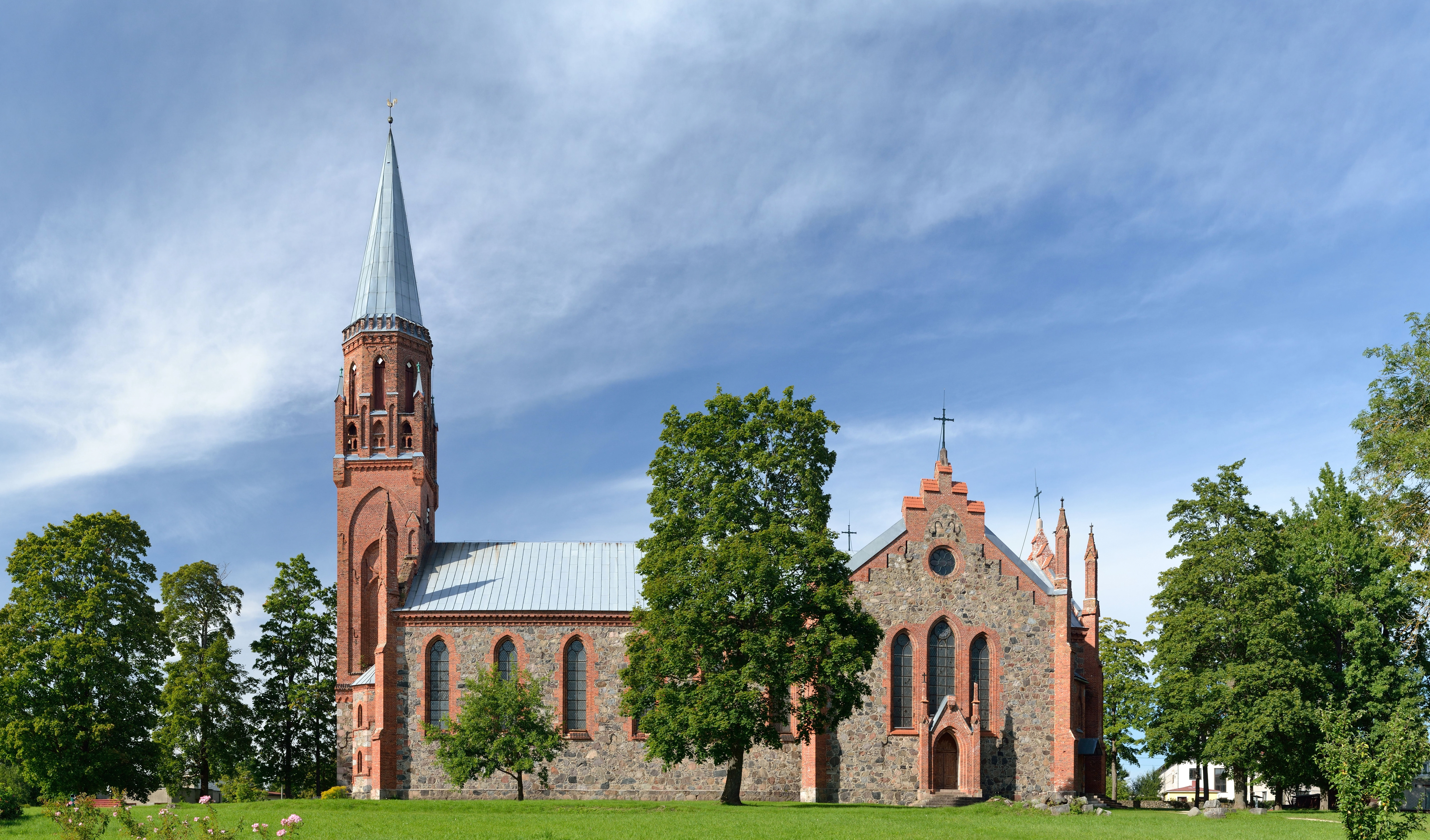
Viljandi, kościół św. Pawła
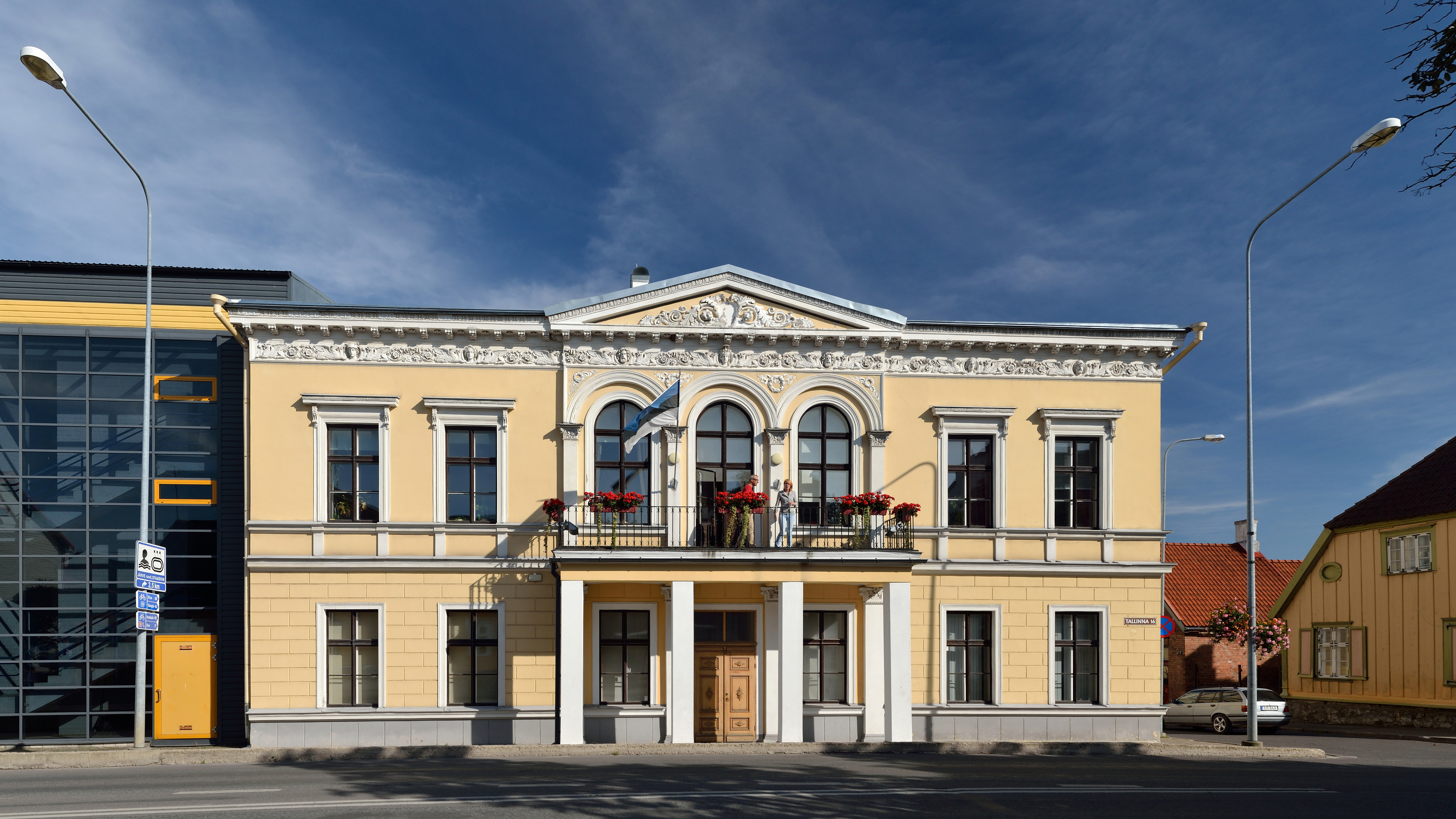
Viljandi, dom z połowy XIX wieku
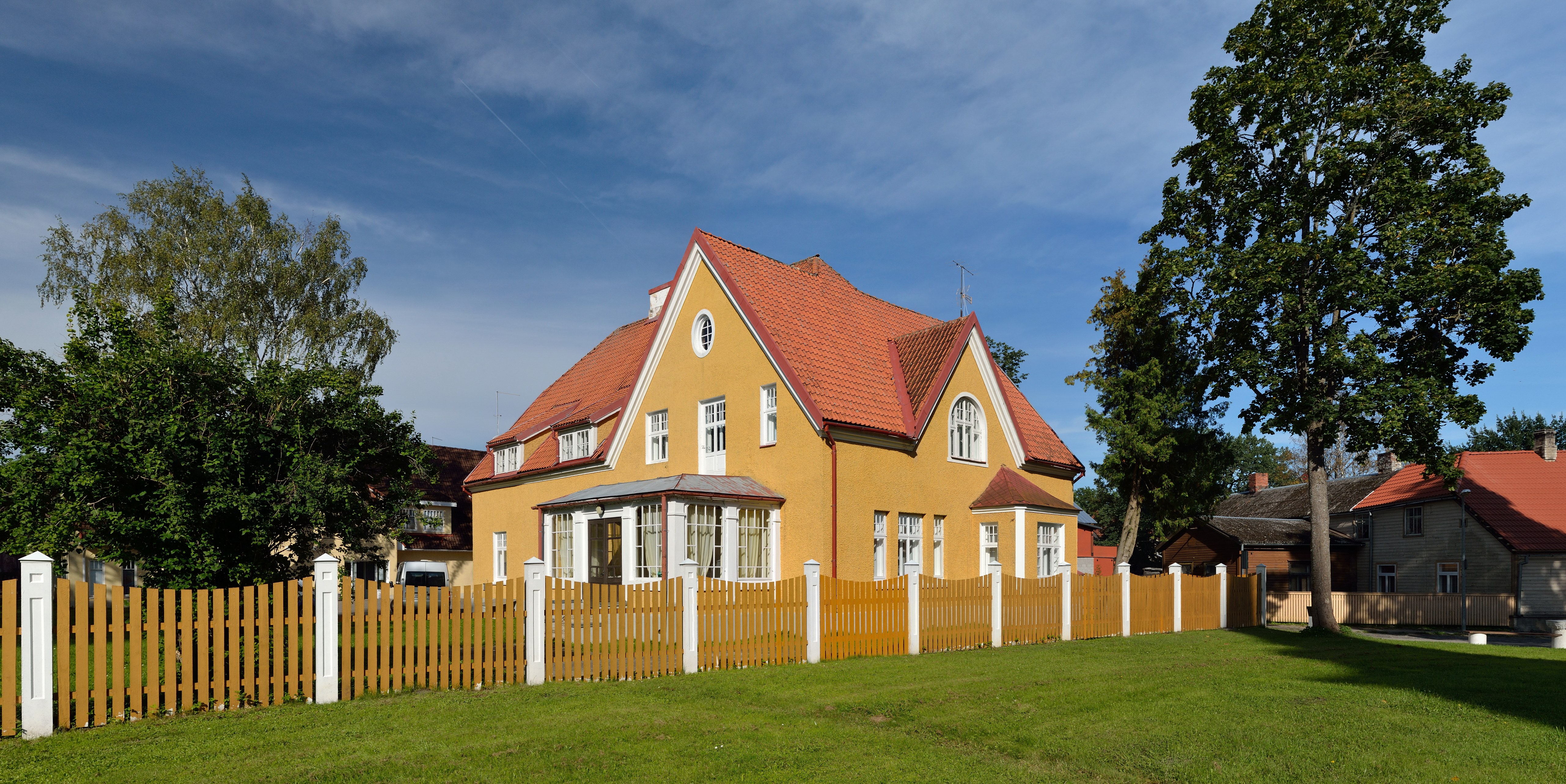
Viljandi, willa sprzed 1940 roku
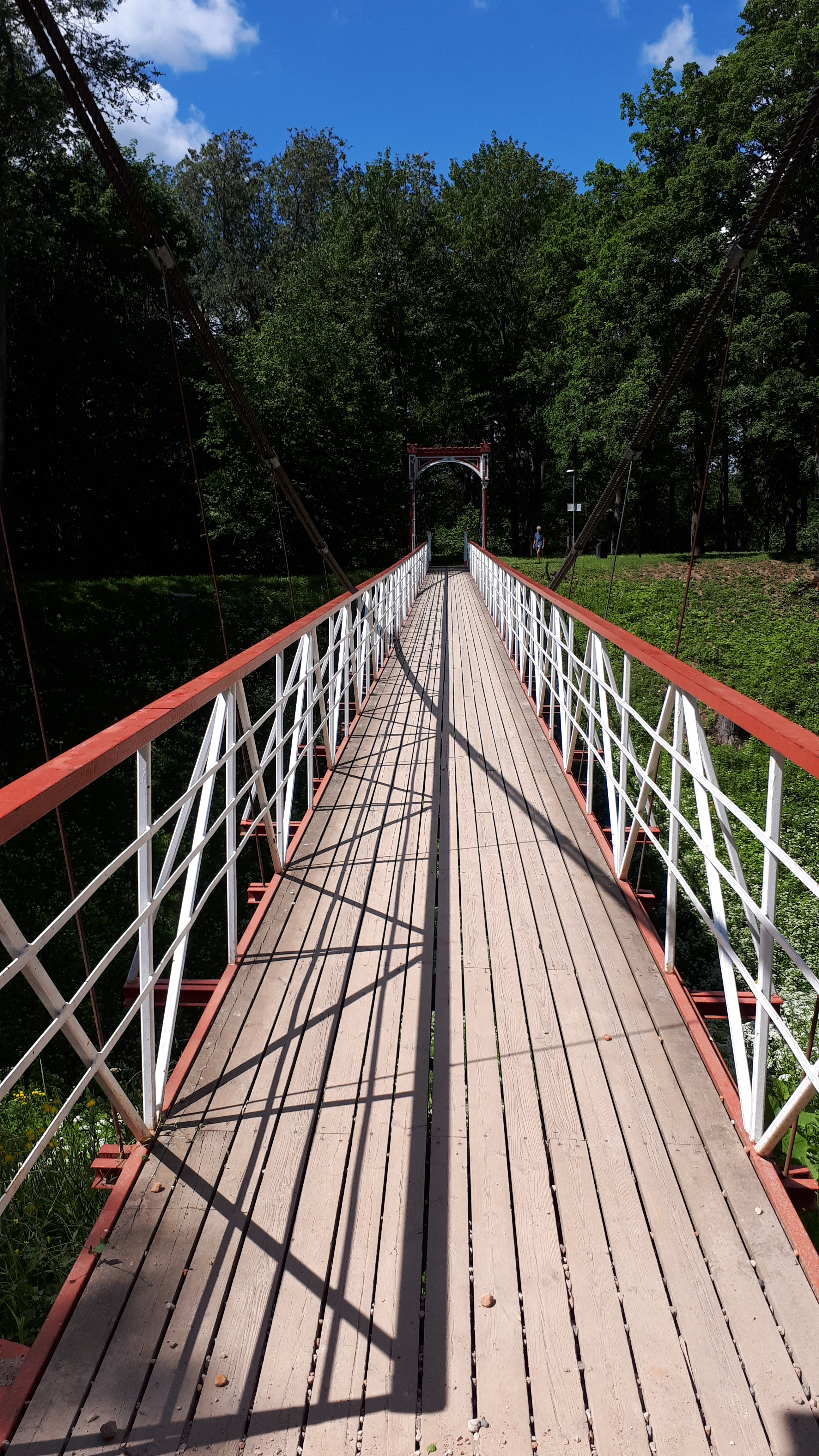
Wiszący most w Viljandi
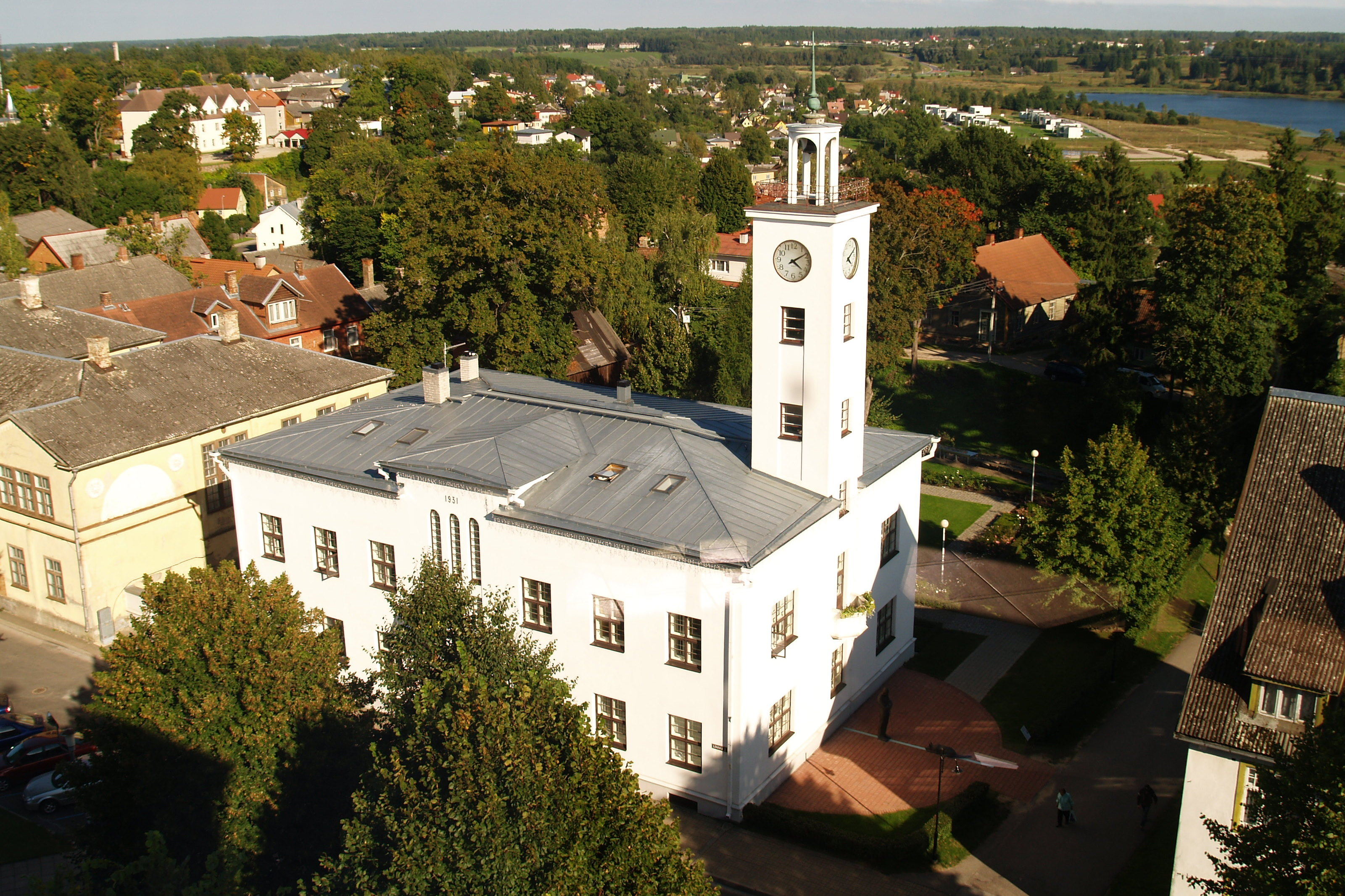
Ratusz w Viljandi
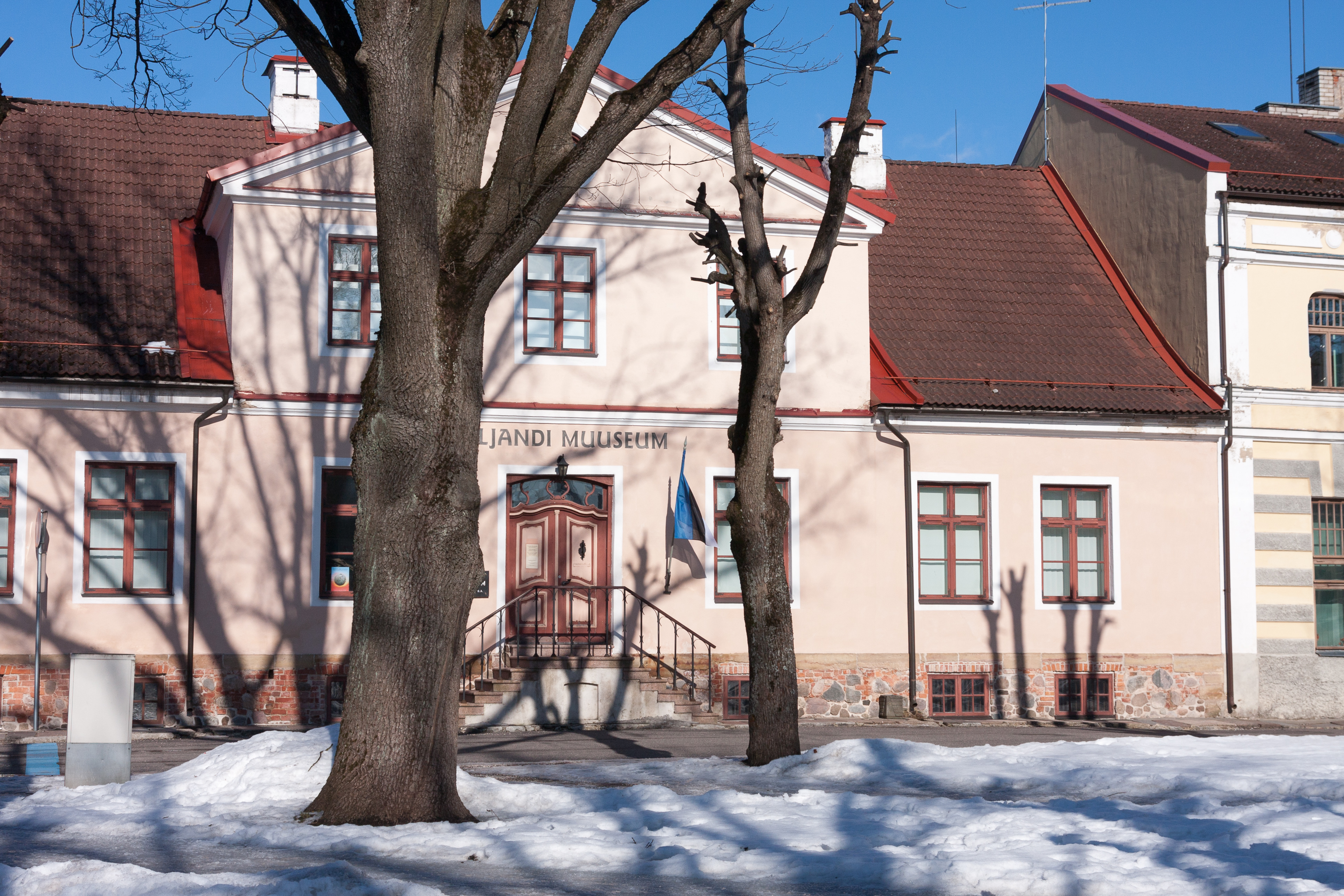
Muzeum w Viljandi
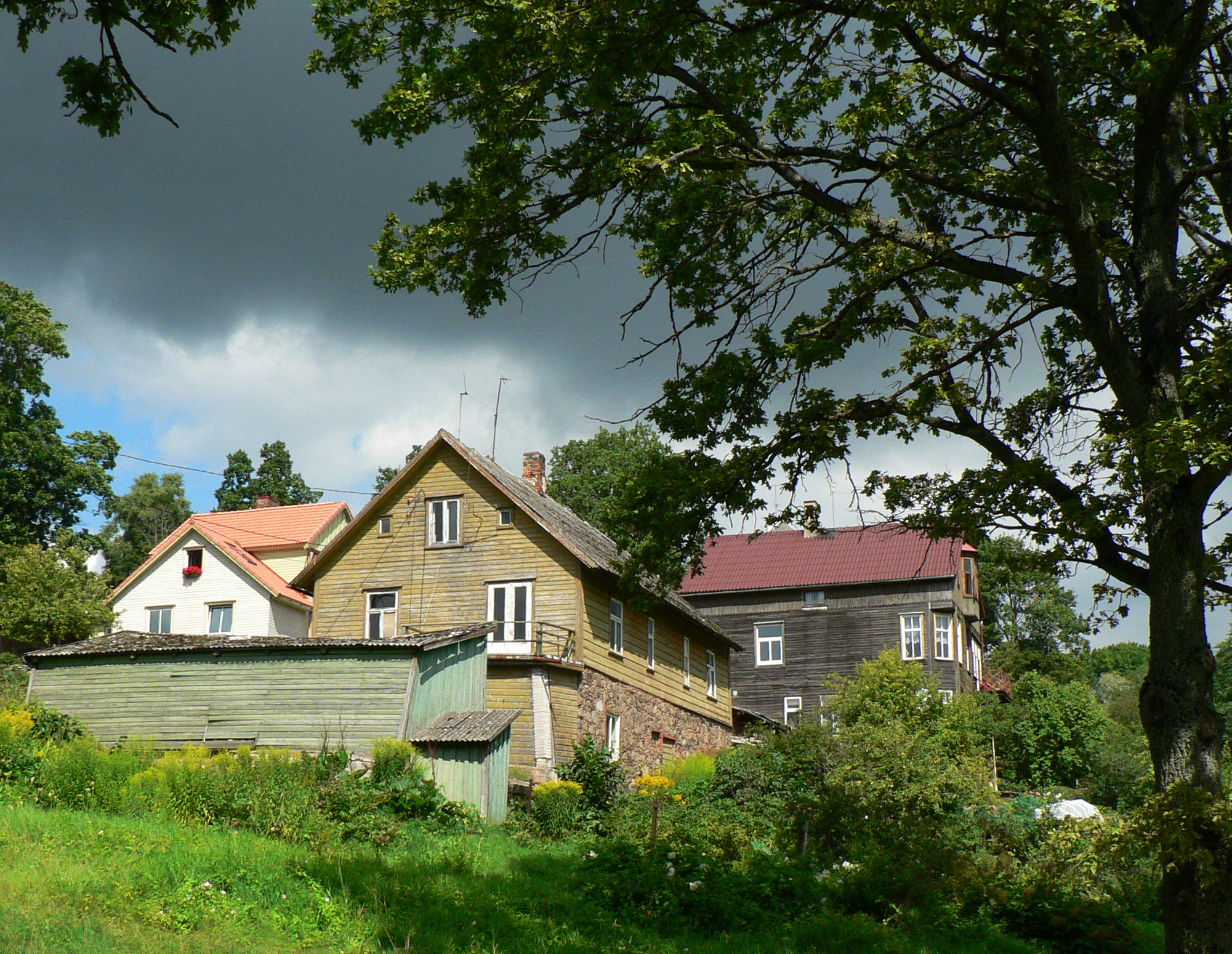
Viljandi, fragment starej zabudowy